# Amandine Bourgeois
Amandine Bourgeois (Angolema, Charente, França, 12 de junho de 1979) é uma cantora francesa. Ela foi a vencedora da sexta edição da versão francesa do Pop Idol Nouvelle Star em 2008.

## Festival Eurovisão da Canção
A 22 de Janeiro de 2013 o jornal francês Le Parisien anunciou que Amandine Bourgeois iria representar a França no Festival Eurovisão da Canção 2013 com a canção "L'enfer et moi" em Malmö, na Suécia.

## Discografia

### Álbuns
- "20 m²" (2009)
- "Sans amour mon amour" (2012)
- "Au masculin" (2014)

### Singles
- "L'homme de la situation" (2009)
- "Tant de moi" (2009)
- "Sans amour" (2012)
- "Incognito" (feat. Murray James) (2012)
- "L'enfer et moi" (2013)